# Ліса (Олт)
Ліса (рум. Lisa) — село у повіті Олт в Румунії. Входить до складу комуни Скіту.
Село розташоване на відстані 124 км на захід від Бухареста, 15 км на південний схід від Слатіни, 57 км на схід від Крайови.

## Населення
За даними перепису населення 2002 року у селі проживали 495 осіб, усі — румуни. Усі жителі села рідною мовою назвали румунську.